# Szvetlana Irekovna Ismuratova
Szvetlana Irekovna Ismuratova, oroszul: Светлана Ирековна Ишмуратова, baskírul: Светлана Ирек ҡыҙы Ишморатова (Zlatouszt, 1972. április 20. –) olimpiai, világ- és Európa-bajnok baskír származású orosz sílövő. Az Állami Duma tagja az Egységes Oroszország képviseletében (2007–2011).

## Pályafutása
Két olimpián vett részt. A 2002-es Salt Lake City-i téli olimpián bronzérmes lett váltóban társaival. A 2006-os torinói olimpián aranyérmet nyert 15 km-en és váltóban. A világbajnokságokon öt arany-, két ezüst- és egy bronzérmet szerzett. Az Európa-bajnokságokon négy aranyérmet nyert.
2007 és 2011 között az Állami Duma tagja volt az Egységes Oroszország képviseletében.

## Sikerei, díjai
- Olimpiai játékok
  - aranyérmes (2): 2006 (15 km), 2006 (váltó)
  - bronzérmes: 2002 (váltó)
- Világbajnokság
  - aranyérmes (5): 1998 (csapat), 2001 (váltó), 2003 (váltó), 2005 (váltó és vegyes váltó)
  - ezüstérmes (2): 2003 (tömegrajtos), 2004 (váltó)
  - bronzérmes: 2003 (üldözőverseny)
- Európa-bajnokság
  - aranyérmes (4): 2003 (sprint), 2005 (váltó, 15 km, spirnt)